# Chris Cillizza

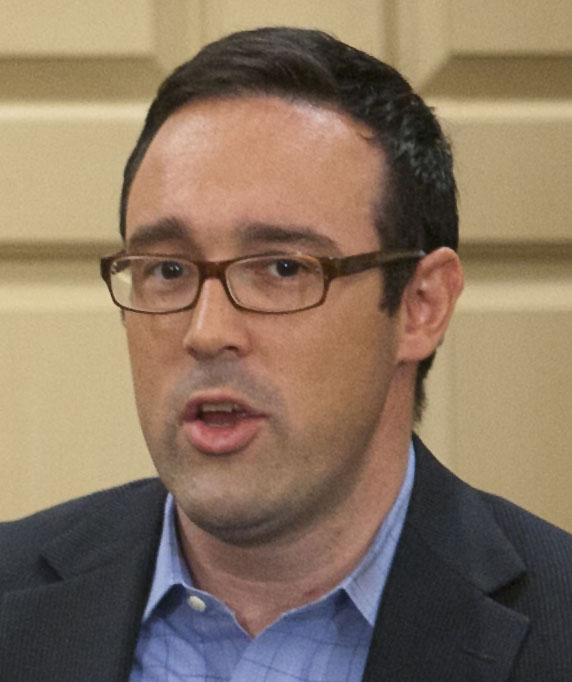
Chris Cillizza in 2012

Christopher Michael "Chris" Cillizza (Marlborough (Connecticut), V.S., 20 februari 1976) is een Amerikaanse journalist en politiek  commentator voor CNN.
Voordat hij zich verbond aan CNN, schreef hij voor The Fix, het dagelijkse politieke weblog van The Washington Post, en leverde regelmatig politieke bijdragen aan de "Post", was hij vaak panellid op Meet the Press, en was hij politiek analist voor MSNBC. 
Cillizza is ook een regelmatige co-host van The Tony Kornheiser Show. In april 2017 begon Cillizza bij CNN, zowel met schrijven als met optreden voor de camera.

## Afkomst en opleiding
Cillizza werd geboren en getogen in Marlborough, Connecticut. Hij doorliep The Loomis Chaffee School, (waaraan hij vaak ironisch refereert als de "Loomis Chaffee School voor de Rijken"), een onafhankelijke kostschool in Windsor (Connecticut) en studeerde af in 1994. In 1998 studeerde hij af in Engels aan de Georgetown University in Washington D.C..

## Carrière
Cillizza begon zijn loopbaan bij The Cook Political Report en later Roll Call, voordat hij in zee ging met 'The Washington Post. Voor Roll Call deed hij verslag van politieke campagne op zowel het niveau van presidentsverkiezingen als dat van Congres-verkiezingen. Hij sloot zijn betrekking daar af als Witte Huis-correspondent.
Zijn freelance werk is naar buiten gekomen in een verscheidenheid van publicaties, waaronder The Atlantic Monthly, Washingtonian en Slate. Hij was ook gast op CNN, Fox News Channel, en MSNBC. Na een veelvoud aan gastoptredens bij het netwerk, werd hij een MSNBC politiek analist genoemd, een functie, die hij van de hand wees toen hij een aanstelling bij CNN aannam. Hij is ook een veelvuldig panellid op Meet the Press

## The Fix
Cillizza startte dit politieke weblog van The Washington Post en schreef er regelmatig voor tot aan zijn aanstelling bij CNN in 2017. Het blog concentreerde zich op Amerikaanse campagnes voor de verkiezingen van de president, gouverneurs en het Congres. Hij presenteerde ook de wekelijkse Fix-talkshow.

## Media
Van 2007 tot 2008 was hij mede-presentator van de MySpace / MTV Presidential Dialogues, waarin John McCain, Barack Obama en anderen optraden in een live interactieve serie van  gesprekken met presidentskandidaten. 
Ook verscheen hij met The Washington Post -collega Dana Milbank in een serie humoristische video's, getiteld "Spreekbuis Theater", uitgezonden door The Washington Post. Een golf van verontwaardiging  volgde op een video, waarin zij tijdens een "Bier Top" in het Witte Huis, nieuwe "merknamen" voor een aantal personen bedachten, waaronder "Mad Bitch Beer" voor Hillary Clinton. Beide mannen boden excuses aan voor de video en de serie werd gestopt.
In juli 2012  gaf Broadway Books (een dochter van Penguin Random House) Cillizza's boek The Gospel According to the Fix uit. Journalist Chuck Todd beschreef het als "een grootse leeservaring en gids voor zowel amateur- als professionele politieke junkies". Geschreven in een blog-achtig format presenteert het lijstjes, zoals  "De 10 Beste/Ergste Negatieve Advertenties", als ook een diepgravende inkijk in de "heftige persoonlijke haat die politiek uitlokt", alsmede voorspellingen voor de presidentiële verkiezingen van 2012 en 2016.

## CNN
Op 3 april 2017, ging Cillizza een verband aan met CNN als politiek verslaggever en algemeen digitaal redacteur,  zowel online actief als op t.v.
Op 28 juni 2017 kondigde CNN Politics de lancering aan van The Point with Chris Cillizza aan. Volgens het officiële persbericht zal het “nieuwe format dagelijkse columns, actuele live analyses, een avond-nieuwsbrief, een podcast en de lancering van bijkomstige avondlijke evenementen in Washington D.C. brengen.

## Privé
Cilliza woont met zijn vrouw en twee kinderen in Falls Church, Virginia. Zijn voorouders stammen uit Sicilië en Ierland. Hij is supporter van de Engelse voetbalclub Tottenham Hotspur.